# Apodrassodes
Apodrassodes is een geslacht van spinnen uit de familie bodemjachtspinnen (Gnaphosidae).

## Soorten
De volgende soorten zijn bij het geslacht ingedeeld:
- Apodrassodes araucanius (Chamberlin, 1916)
- Apodrassodes chula Brescovit & Lise, 1993
- Apodrassodes guatemalensis (F. O. P.-Cambridge, 1899)
- Apodrassodes mercedes Platnick & Shadab, 1983
- Apodrassodes mono Müller, 1987
- Apodrassodes pucon Platnick & Shadab, 1983
- Apodrassodes quilpuensis (Simon, 1902)
- Apodrassodes taim Brescovit & Lise, 1993
- Apodrassodes trancas Platnick & Shadab, 1983
- Apodrassodes yogeshi Gajbe, 1993